# Igor Kowalewski
Igor Leonidowicz Kowalewski (ros. Игорь Леонидович Ковалевский; ur. 6 sierpnia 1965 w Wołczańsku w obwodzie charkowskim) – rosyjski inżynier, matematyk, teolog, ksiądz katolicki, kanclerz kurii metropolitarnej, sekretarz generalny Konferencji Biskupów Katolickich Rosji.

## Życiorys
Ukończył Moskiewską Wyższą Szkołę Techniczną im. Baumana oraz Wydział Mechaniki i Matematyki Moskiewskiego Uniwersytetu Państwowego im. Łomonosowa. Od 1992 studiował w Wyższym Seminarium Duchownym w Białymstoku i na Katolickim Uniwersytecie Lubelskim. W 1998 uzyskał tytuł magistra teologii. 4 lipca 1998 przyjął święcenia kapłańskie w Kościele rzymskokatolickim. W 2002 ukończył studia doktoranckie na Katolickim Uniwersytecie Lubelskim. Od 1998 roku po przyjęciu święceń kapłańskich pracował w strukturach Centralnej Rzymskokatolickiej Archidiecezji Matki Bożej w Moskwie. W latach 2003–2021 był proboszczem parafii Świętych Apostołów Piotra i Pawła. Od 2009 był członkiem Rady ds. Współpracy ze Stowarzyszeniami Religijnymi Rosji.
Był wykładowcą w Instytucie Filozofii, Teologii i Historii św. Tomasza w Moskwie oraz autorem podręczników dla studentów.
W listopadzie 2021 opuścił stan kapłański i wyjechał z Rosji, informując publicznie, że przyczyną tego kroku były złe relacje z władzami Archidiecezji Matki Bożej w Moskwie.